# Baloghia juditae
Baloghia juditae är en kvalsterart som beskrevs av Sandór Mahunka 1994. Baloghia juditae ingår i släktet Baloghia och familjen Haplozetidae. Inga underarter finns listade.